# Laura Alonso Padin
Laura Alonso Padin (ur. 2 stycznia 1976 w Vilagarcía de Arousa) – hiszpańska śpiewaczka (sopran spinto).